# Ulrike Kappler
Ulrike Kappler (* 1951 in Karlsbad-Ittersbach) ist eine deutsche Künstlerin. 
Sie lebt in Karlsbad und Stoupa/Mani (Peloponnes).
Ulrike Kappler studierte ab 1972 an der Staatlichen Kunstakademie Düsseldorf 
und war 1978 Meisterschüler von Joseph Beuys.

## Werke
Eines ihrer Werke ist Bestandteil der ständigen Ausstellung im Museum Villa Haiss.